# Enrique Sánchez González
Enrique Sánchez González, né le 27 janvier 1958 à Sahuayo de Morelos (es) au Mexique, est un prêtre catholique qui fut d'octobre 2009 à octobre 2015 le supérieur général des missionnaires comboniens.

## Carrière
Il entre chez les missionnaires comboniens et étudie la théologie à Paris de 1980 à 1984. Il est ordonné prêtre le 29 septembre 1984. Il rentre au Mexique pour y travailler et devient entre 1991 et 1998 provincial de la Province mexicaine des comboniens.
Le P. Sánchez González est envoyé en République démocratique du Congo en 1998 et y est responsable de la formation des missionnaires de sa congrégation entre 2000 et 2004. Il est envoyé en 2005 au Guatemala et devient plus tard supérieur de la Délégation d'Amérique centrale de la congrégation des missionnaires comboniens.
Le chapitre général des missionnaires comboniens du Sacré-Cœur l'élit pour un mandat de six ans au poste de supérieur général de la congrégation, le 21 octobre 2009, succédant au P. Teresino Serra. Il réside désormais à la maison généralice de Rome. Le P. Tesfaye Tadesse Gebresilasie, de nationalité éthiopienne, lui succède six ans plus tard, le 30 septembre 2015.